# Polessk
Polessk (Russisch: Полесск; Duits: Labiau; Pools: Labiawa; Litouws: Labguva) is een stad in de Russische oblast Kaliningrad, en behoorde tot Duitsland tot 1945, onder de naam Labiau. De stad telde 7.681 inwoners bij de volkstelling van 2002 tegen 6.859 bij die van 1989. Polessk ligt aan de Dejma, vlak voordat deze rivier uitmondt in het Koerse Haf, ongeveer halverwege Kaliningrad en Sovjetsk. De stad vormt een gemeente als het stedelijk district Polessk.
In 1945 werd het toenmalige Labiau evenals de rest van Oost-Pruisen onder de voet gelopen door de Russen, waarbij alle nog niet geëvacueerde Duitse inwoners werden verdreven en vervangen door Burgers van de SU. Bij de conferentie van Potsdam werd Labiau toegewezen aan de toenmalige Sovjet-Unie. Het kreeg in 1946 de naam Polessk, naar de landstreek Polesië.
Bij Polessk begint het Kanaal van Polessk (Polesski kanal), dat parallel loopt aan het Koerse haf en de verbinding vormt tussen de Dejma en de Memel. Het werd in 1698 voltooid onder de Brandenburgse keurvorst Frederik III en droeg tot 1945 zijn naam: Großer Friedrichsgraben.
In het stadje bevinden zich de restanten van een belangrijke burcht van de Duitse Orde uit 1258, waarbij de nederzetting tot ontwikkeling kwam. De burcht overleefde de Tweede Wereldoorlog, maar werd in de jaren'60 door brand verwoest. De Adelaarsbrug uit 1923 over de Dejma werd in de oorlog verwoest en na herbouw in 2002 weer in gebruik genomen.
Behalve Duitsers woonden er in Labiau ook (protestantse) Litouwers. Tot hun gemeenschap behoorde de lutherse predikant Jonas Bretkūnas (Johannes Bretke), die hier in 1579 aan de eerste Litouwse Bijbelvertaling begon.

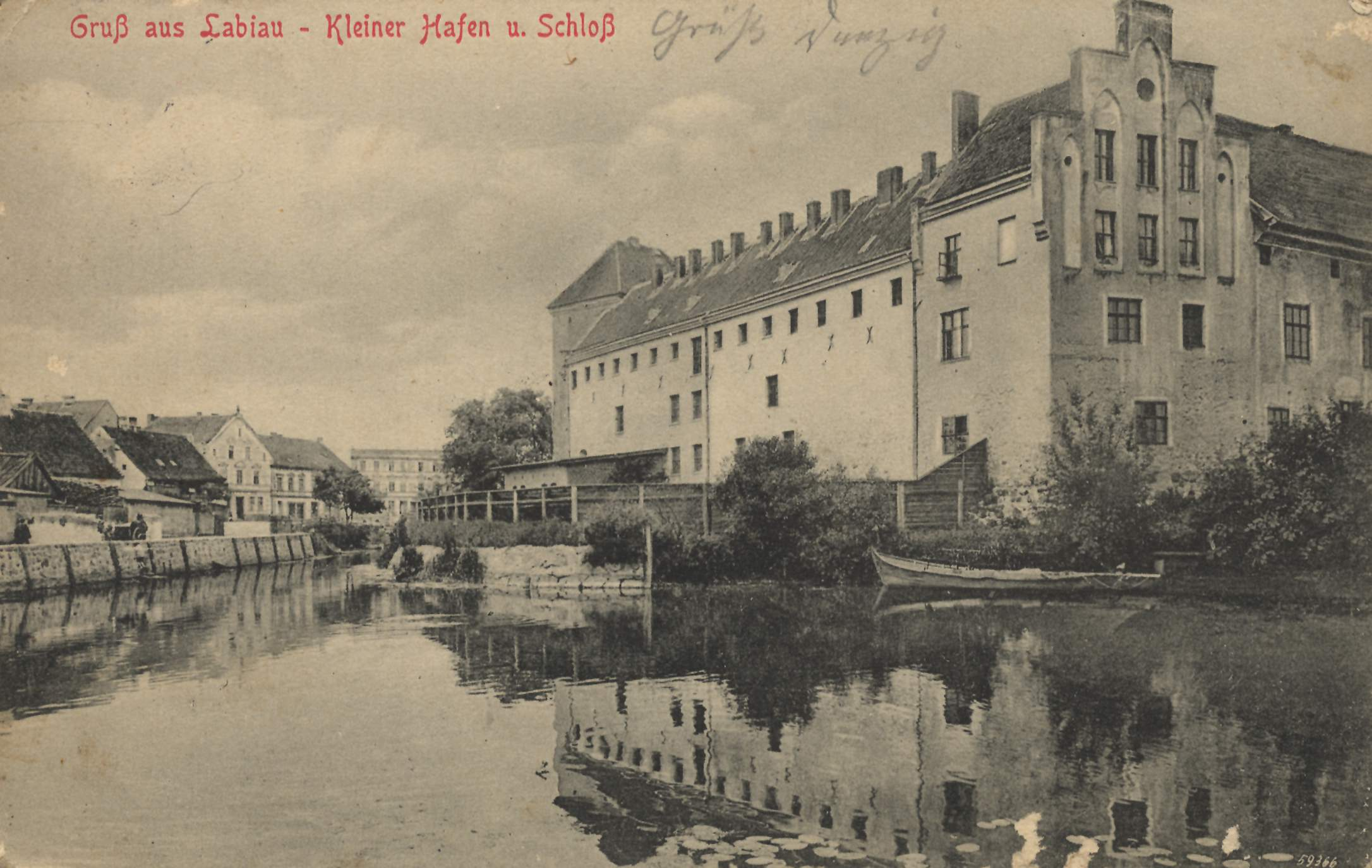
Slot Labiau in 1914.

Bestuurlijk centrum: Kaliningrad

Bagrationovsk · Baltiejsk · Goerjevsk · Goesev · Gvardejsk · Krasnoznamensk · Ladoesjkin · Lozovoje · Mamonovo · Neman · Nesterov · Ozjorsk · Pionerski · Polessk · Pravdinsk · Slavsk · Sovjetsk · Svetlogorsk · Svetly · Tsjernjachovsk · Vesjoloje · Zelenogradsk